# Generale Costruzioni Ferroviarie
La GCF - Generale Costruzioni Ferroviarie S.p.A. è un'azienda italiana con sede principale a Roma, e altri stabilimenti a Novi Ligure (Officina GEFER), Venezia, Milano, Taranto e Grottaglie. L'azienda si occupa di opere di armamento ferroviario, principalmente in Italia, ma anche nel resto d'Europa. Insieme alla società gemella GEFER fanno parte dei leader mondiali in ambito di armamento ferroviario.

## Storia
L'azienda nasce nel 1950 come impresa individuale fondata da Attilio e Luigi Rossi, diventando S.r.l. negli anni 1980 e S.p.A. nel 1990. Attualmente è la società di riferimento di Rossi Group.

## Parco Mezzi e Macchine
La GCF / GEFER dispone di un ampio parco macchine, di quasi 700 macchinari, da macchine pesanti a profilatrici e caricatori. La maggior parte dei mezzi é a scartamento 1435 mm, mentre alcuni mezzi sono adibiti a scartamento 1000 mm, dunque possono operare su linee a scartamento ridotto. GCF / GEFER inoltre dispone di una vasta gamma di locomotori, pesanti e leggeri, provenienti da tutta Europa, e risalenti fino all'anno 1955. Poi un vasto parco mezzi per ogni tipo di lavoro, che siano lavori di armamento o di tesatura. In seguito un elenco delle principali attrezzature e dei mezzi impiegati.
| Classificazione mezzo | Costruttore e modello  | Link alla pagina per maggiore informazioni | Anni di costruzione | Quantitá |
| --------------------- | ---------------------- | ------------------------------------------ | ------------------- | -------- |
| Locomotore            | Krauss Maffei V200     | Locomotiva DB V 200.0                      | 1953 - 1960         | 9        |
| Locomotore            | MaK / Deutz V100       | Locomotiva DB V 100                        | 1957 - 1968         | 12       |
| Locomotore            | Henschel DHG1000       | Henschel & Sohn DHG1000                    |                     | 4        |
| Locomotore            | SGP BR2143             | Locomotiva ÖBB 2043                        |                     | 2        |
| Locomotore            | Deutz DG1000/1200/1500 | Deutz DG1000/1200/1500 BBM CCM             |                     | 7        |